# エヴァン・ハンドラー
エヴァン・ハンドラー（Evan Handler、1961年1月10日 - ）は、アメリカ合衆国の俳優。

## 来歴
ニューヨーク出身。ユダヤ系アメリカ人。
ジュリアード音楽院に入学、同期にはケヴィン・スペイシー、ヴィング・レイムス、エリザベス・マクガヴァンがいた。
1981年に俳優デビュー。特にテレビドラマ『セックス・アンド・ザ・シティ』のハリー・ゴールデンブラット役で知られ、その映画版にも出演した。

## 主な出演作品
映画
- タップス Taps (1981)
- ナチュラル・ボーン・キラーズ Natural Born Killers (1994)
- 身代金 Ransom (1996)
- セックス・アンド・ザ・シティ Sex and the City (2008)
- セックス・アンド・ザ・シティ2 Sex and the City 2 (2010)
- Mr.&Ms.スティーラー Lying and Stealing (2019)

テレビドラマ
- 特捜刑事マイアミ・バイス Miami Vice  (1985)
- ザ・ホワイトハウス The West Wing (2001)
- セックス・アンド・ザ・シティ Sex and the City (2002-2004)
- 24 -TWENTY FOUR- 24 第4シーズン (2005)
- ロスト LOST第2シーズン(2006)
- カリフォルニケーション Californication (2007-2014)
- ダニーのサクセス・セラピー Necessary Roughness (2011)
- アメリカン・クライム・ストーリー/O・J・シンプソン事件 The People v. O. J. Simpson: American Crime Story (2016)
- POWER/パワー Power (2019-20)